# Casa Palacio (Peñaflor)
La Casa Palacio es un inmueble situado en el número 45 de la calle Juan Carlos I en la localidad española de Peñaflor, provincia de Sevilla.

## Historia y estilo
El inmueble constituye una notable casa-palacio dieciochesca, construida posiblemente hacia 1787 según se desprende de la fecha que se encuentra en la pajareta, aunque por sus características pudiera ser anterior. La casa fue ocupada hasta, al menos, mediados del siglo XIX por una familia de la localidad; después, durante muchos años fue cuartel de la Guardia Civil y en el siglo XXI es propiedad particular.
Situada en la calle principal de Peñaflor, tanto por su disposición espacial como por el diseño de la fachada, enlaza perfectamente con la tipología habitual de las casas de las grandes familias latifundistas de la Baja Andalucía en las que se compagina el uso residencial con los destinados a las labores agrícolas con numerosas muestras en la provincia de Sevilla.
La casa responde a la estética del barroco avanzado, su estructura y, sobre todo, su portada, involucran al inmueble con la tipología de edificios de la arquitectura civil de la campiña sevillana y ribera del Guadalquivir, coincidiendo, formalmente, con el caserío de Ecija, Osuna, Lora o Carmona, constituyendo, al mismo tiempo, una interesante muestra del trabajo de los alarifes, probablemente ecijanos, que en ese tiempo construían la cercana Iglesia Parroquial de San Pedro Apóstol.
Los propietarios actuales (2018) encargaron una remodelación del interior para conservar sus valores arquitectónicos, proyecto que realizaron los arquitectos José Antonio Candelera Mora y Juan Antonio Fernández Naranjo.

## Descripción
El inmueble se estructura en torno a un gran patio central cuadrangular alrededor del cual se sitúan las crujías que alojan las dependencias principales distribuidas en dos plantas, excepto en el ángulo noroeste en el que se le ha añadido un cuerpo cubierto por bóvedas que realizan la doble función de dar frescor a la zona próxima de la cocina en la planta baja y dar resistencia a los graneros de planta alta. En la parte trasera se ubican con entrada independiente las cuadras y su pajareta.
Las galerías del patio se cubren en planta baja con un gran alero sostenido por canes de madera, en la planta superior se sostienen las soleras del tejado mediante sencillos pilarcillos de madera con zapatas, se cierra con una baranda de hierro forjado. Los vanos de acceso a las habitaciones superiores presentan perfil polilobulado y mixtilíneo propio del estilo barroco.
Destaca la escalera situada al fondo del patio abierta mediante arco sostenido por una columna, es dos tiros cortos y de disposición inversa, conecta con el piso principal a través de dos arcos gemelos separados por una columnilla central, se cubre mediante una bóveda muy rebajada decorada en su clave con un elemento octogonal de yeso pintado. Las cubiertas, actualmente azoteas, eran de tejas a dos aguas.
Al exterior presenta los paramentos enlucidos y blanqueados. En el centro de la fachada principal se encuentra la portada, cuyo vano de entrada es adintelado y está flanqueado por pilastras toscanas que apoyan sobre plintos y que sostienen trozos de entablamentos a modos de triglifos. En el dintel se simula un dovelaje amplio y en el centro un pinjante de contornos mixtilíneos. La cornisa da paso a un frontón roto rematado por dos florones a manera de pináculos y en el centro se abre un sencillo balcón sobre el que se sitúa una especie de hornacina poco profunda enmarcada por curvos moldurones.

## Estatus patrimonial
La Dirección General de Bellas Artes del Ministerio de Cultura, por Resolución de 7 de diciembre de 1984, incoó procedimiento para declarar la Casa Palacio de Peñaflor como Bien de Interés General con la calificación de monumento histórico-artístico. No obstante, por la situación agravada de deterioro del inmueble durante la tramitación, la Junta de Andalucía inició el trámite de catalogar e inscribir el inmueble como genérico y derogar la resolución de 1984, lo que se hizo por Resolución de 7 de noviembre de 2001 que motivaba el cambio en su exposición:

II. La Casa Palacio sita en el número 45 de la calle Juan Carlos I de Peñaflor (Sevilla) tiene incoado expediente de declaración como Bien de Interés Cultural. La pérdida de los valores relevantes que motivaron su protección cualificada mediante la incoación del procedimiento de declaración como Bien de Interés Cultural y, por otra parte, el mantenimiento de algunos otros han hecho aconsejable adecuar la protección que dicho inmueble tiene en la actualidad iniciando el procedimiento para su inscripción en el Catálogo General del Patrimonio Histórico Andaluz con carácter genérico.

La Casa Palacio en la en calle Juan Carlos I, número 45 de Peñaflor es un inmueble catalogado como genérico, inscrito en el Catálogo General del Patrimonio Histórico Andaluz por de Resolución 29 de junio de 2004, de la Dirección General de Bienes Culturales de la Junta de Andalucía y goza del nivel de protección establecido para dichos bienes en la Ley 14/2007, de 26 de noviembre, del Patrimonio Histórico de Andalucía.